# زهکشی زیرزمینی
امروزه در معادن و عملیات معدنکاری زیر زمینی و همچنین تونل‌ها (تونل‌های راهی، تونل‌های مترو و تونل‌های نظامی) روش‌های نوینی برای این امر اتخاذ شده‌اند که بتوان با زهکشی درست از خطرات احتمالی جلوگیری کرده و از ضررهای مالی و جانی پیشگیری کنند؛ زیرا که نشت آب در ساختارهای بشری زیرزمینی می‌تواند زمینه‌ساز تخریب و همچنین فرونشست زمین شود که این فرونشست زمین هم در تونل حفر شده و هم در سطح زمین خطرات بزرگی ایجاد می‌کنند.
امروزه با افزایش نیاز به این امر و پیشرفت تکنولوژی شاهد ظهور ابزارهای جدید تری از جمله فرستنده‌ها و گیرنده‌ها و همچنین ربات‌ها در امر مدیریت و کنترل زهکشی هستیم. که بتوان با هزینهٔ کمتری مدیرت بهنری نسبت به پروژهٔ در حال انجام داشت.

## تاریخچهٔ زهکشی زیر زمینی
تاریخ زهکشی زیر زمینی و سطحی به زیر زمینی بسیار دور و درازتر از تصورات ماست. اولین لوله‌های زهکشی حدود چهار هزار سال قدمت دارند. در اروپا، اولین زهکشی زیرزمینی حدود دو هزار سال پیش نصب شده است.
در کتابی که در حدود سه هزار سال پیش در چین نگاشته شده، نقشه‌هایی از سیستم زهکشی مشاهده می‌شود. هرودت، در حدود ۲۴۰۰ سال قبل، اشاره‌هایی به کاربرد زهکشی در درّه نیل دارد. اولین مدارک ثبت شده زهکشی بوسیله شخصی به نام کاتو در دو سال ق. م . ثبت شده است.
یک سال ق.م. شخصی به نام پلینگ، سیستم زهکشی خندقی را پیشنهاد کرد که از ریگ و شاخ و برگ پر شده بود و به عنوان یک زهکش زیرزمینی عمل می‌کرد. البته قنات که ابداع آن در حدود سه هزار سال قبل توسط ایرانیان صورت گرفته است یکی از قدیمیترین سیتمهای زهکشی محسوب می‌شود و در اینجا بد نیست اشاره ای نیز به سیستم زهکشی تخت جمشید کرد که این سیستم در نوع خود در جهان از نظر تاریخی بی نظیر است.
اما زهکشی‌های حکومتی و سازمان یافته تاریخ دور تری دارند به عنوان مثال هخامنشیان در بازهٔ تاریخی ۵۱۰ تا ۳۳۰ قبل از میلاد در ساخت کاخ‌های پارسه و آپادانا که کاخ‌هایی اداری و حکومتی بودند از سیستم‌های زهکشی بسیار دقیقی را طراحی و اجرا کردند که هنوز هم باعث حیرت کاوشگران و باستان شناسان است. ساختار آنها با سنگ یکپارچه زبره تراش یا پاکتراش یا تخته سنگچین است. اختلاف ارتفاع کف ابتدا و انتهای بلندترین آبراه حدود ۷ متر و شیب متوسط مجراها %۲ الی %۴ است اما شیب برخی به %۳۰ هم می‌رسد تا جریان آب پیوسته در شبکهی آبراهه‌ها با اختلاف ارتفاع مختلف با ایجاد شکست در مسیر حفظ شود.
اما زهکشی زیرزمینی به شیوه امروزی اولین بار در سال ۱۸۱۰ میلادی در انگلستان به کار گرفته شد که برای انتقال آب باران و فاضلاب مورد استفاده قرار می‌گرفت. و این روش انتقال آب و فاضلاب بتدریج به سایر نقاط اروپا رفت. زهکشی در اوایل دهه ۱۹۶۰، با پیدایش لوله پلاستیکی با دیواره صاف و نازک، سپس با ابداع لوله‌های کنگره‌دار شتاب و گسترش و همه‌گیری قابل ملاحظه‌ای یافت. در حوالی سال ۱۹۷۰ استفاده از ماشین‌های زهکشی آغاز شد که در موارد صنعتی و کشاورزی استفاده بسیار داشتند و شتاب بیشتری به توسعه زهکشی زیرزمینی داد.